# Штайер, Андреас
Андреас Штайер (нем. Andreas Staier, 13 сентября 1955, Гёттинген) — немецкий пианист, клавирист и клавесинист. Видный представитель движения аутентичного исполнительства.

## Биография
Учился в Ганновере (в частности, у Эрики Хаазе) и Амстердаме. В 1983—1986 — солист (клавесин) в ансамбле Musica Antiqua Köln. С 1986 — солист и аккомпаниатор (фортепиано) в группе Les Adieux. В 1987—1996 преподавал клавесин в базельской консерватории Schola Cantorum.

## Творчество
Исполняет музыку барокко (особенно часто И. С. Баха), венских классиков (В.А.Моцарта, Л. ван Бетховена, Й. Гайдна) и раннего романтизма, в том числе редко звучащих композиторов (Я. Л. Дусик, А. Солер, Я. Н. Гуммель, М. Клементи и др.). Выступал в ансамбле с Анной Софи фон Оттер, Алексеем Любимовым, Кристофом Прегардьеном.

## Признание
Премия критики музыкальных грамзаписей (2002).